# Marie-Claude Charmasson

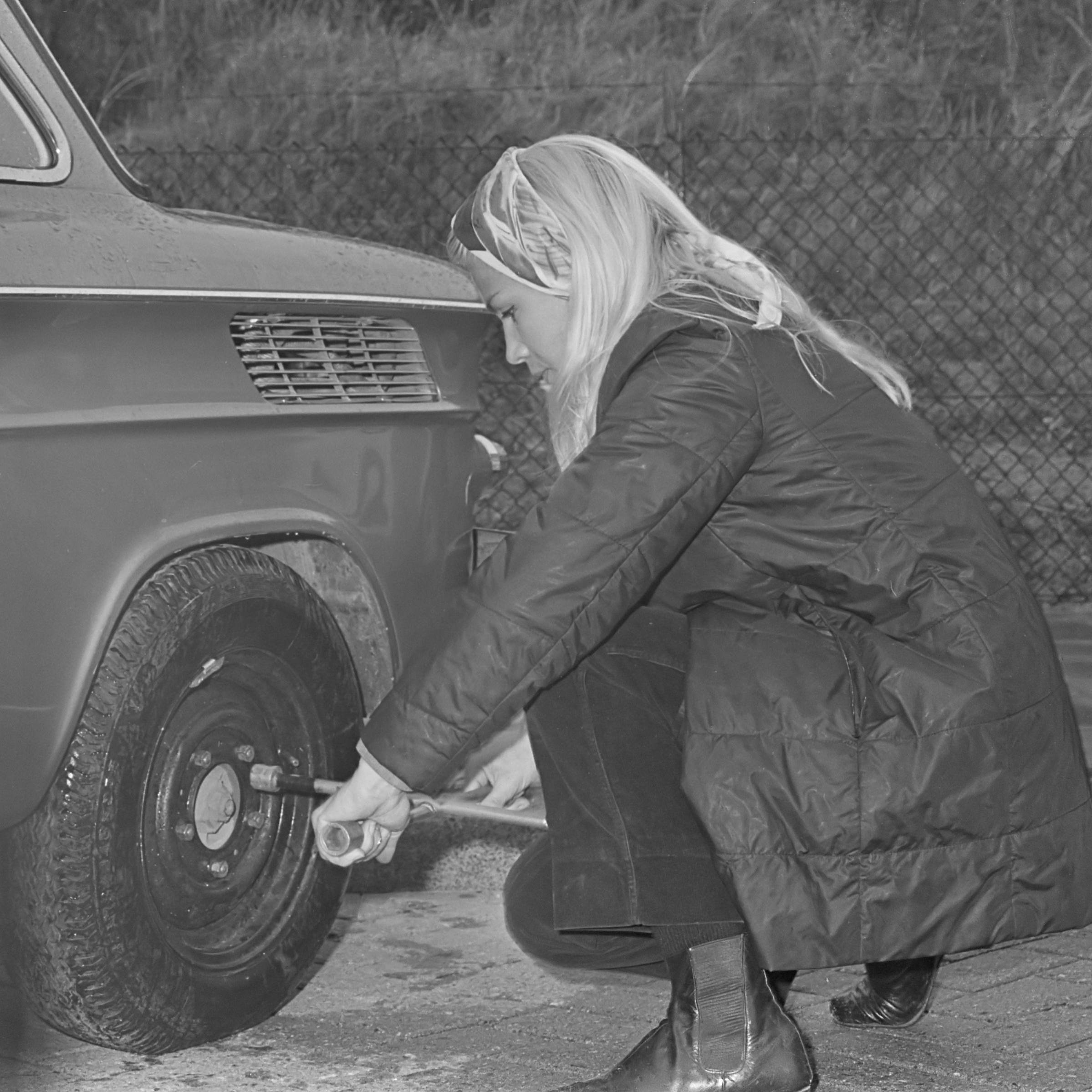
Marie-Claude Charmasson 1968 bei der Tulpen-Rallye in den Niederlanden

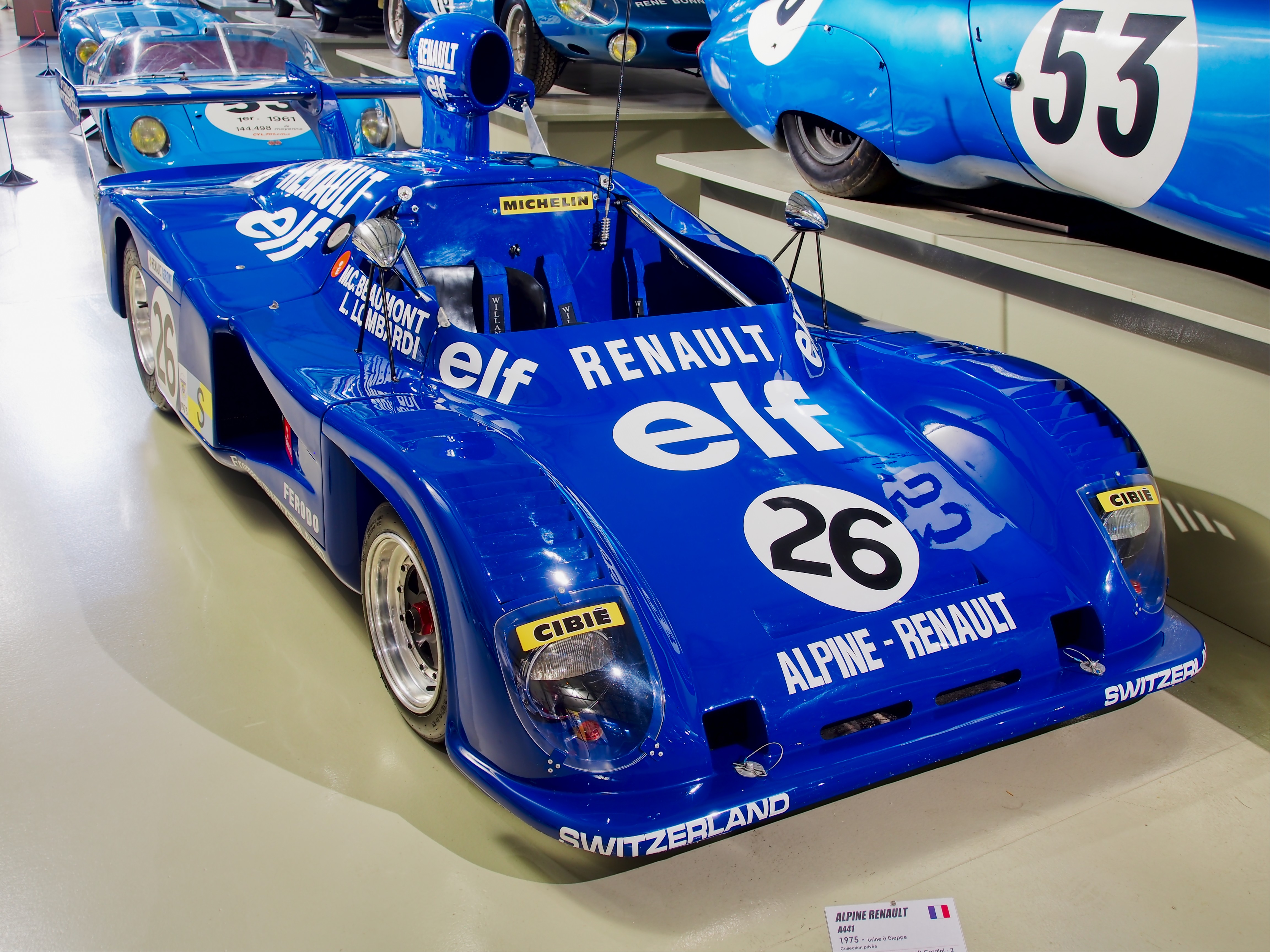
Der Alpine A441, mit dem Lella Lombardi und Marie-Claude Charmasson beim 24-Stunden-Rennen von Le Mans 1975 am Start waren

Marie-Claude Charmasson (* 17. September 1941 in Grenoble) ist eine ehemalige französische Journalistin und Autorennfahrerin, die unter dem Pseudonym Marie-Claude Beaumont Rennen bestritt.

## Karriere
Marie-Claude Charmasson wurde als achtes Kind des französischen Rallyefahrers Marion Charmasson in Grenoble geboren. Ihr Vater wurde 1953 Dritter in der Gesamtwertung der Rallye Monte Carlo und betrieb in Gap eine Citroën-Werkstatt. In den 1960er-Jahren begann sie eine Karriere als Rallye-Beifahrerin und bestritt nationale Meisterschaftsläufe an der Seite ihres Ehemanns René Trautmann, den sie 1965 geheiratet hatte und der 1964 die französische Rallye-Meisterschaft für sich entschied.
Ende des Jahres erhielt sie erstmals die Chance als Fahrerin bei einer Rallye teilzunehmen, als ihr Henri Greder einen Ford Mustang anvertraute. Aus den ersten Gehversuchen wurde eine professionelle Fahrerkarriere. Drei Jahre lang – von 1966 bis 1969 – bestritt sie Rallyes als Werkspiloten des französischen NSU-Teams. Sie feierte viele Klassensiege und sicherte sich bei fast jedem Rennen, bei dem sie antrat, die Damenwertung. Dreimal – von 1969 bis 1971 – gewann sie auch die Gesamtwertung der Damen der französischen Rallyemeisterschaft.
Schon 1967 hatte sie ihr Debüt auf der Rundstrecke gegeben, als sie gemeinsam mit Christine Beckers beim 24-Stunden-Rennen von Spa-Francorchamps am Start war. Ab 1971 fuhr sie fast nur mehr Sportwagenrennen und nahm an allen großen Rennen teil. Sechsmal war sie beim 24-Stunden-Rennen von Le Mans am Start. Ihr Debüt gab sie 1970 als Partnerin von Henri Greder auf einer Chevrolet Corvette. Das Duo beendete das Rennen an 25. Stelle der Gesamtwertung. Ihre beste Platzierung erreichte sie 1973 – wieder als Partnerin von Greder – mit Gesamtrang zwölf. Ihren letzten Start an der Sarthe hatte sie 1976 in einem Porsche 934 von Kremer Racing. Gemeinsam mit Bob Wollek und Didier Pironi erreichte sie den 16. Rang der Gesamtwertung. 1971 war die erste weibliche Teilnehmerin in Le Mans seit fast zwei Jahrzehnten. Das nach dem tödlichen Unfall von Annie Bousquet beim 12-Stunden-Rennen von Reims 1956 vom ACO verhängte Startverbot für Frauen, wurde in diesem Jahr als nicht mehr zeitgemäß wieder aufgehoben.
Viermal – 1969, 1971, 1972 und 1973 – gewann sie die Damenwertung der Tour de France für Automobile.
Nach dem Ende ihrer aktiven Karriere war Charmasson von 1977 bis 1982 Pressesprecherin beim Renault-Formel-1-Team und arbeitete danach lange Jahre als Motorsportjournalistin und Fotografin.

## Statistik

### Le-Mans-Ergebnisse
| Jahr | Team                   | Fahrzeug                    | Teamkollege    | Teamkollege   | Platzierung             | Ausfallgrund |
| ---- | ---------------------- | --------------------------- | -------------- | ------------- | ----------------------- | ------------ |
| 1971 | Greder Racing          | Chevrolet Corvette Stingray | Henri Greder   |               | Ausfall                 | Motorschaden |
| 1972 | Greder Racing Team     | Chevrolet Corvette Stingray | Henri Greder   |               | Ausfall                 | Unfall       |
| 1973 | Greder Racing Team     | Chevrolet Corvette Stingray | Henri Greder   |               | Rang 12 und Klassensieg |              |
| 1974 | Henri Greder           | Chevrolet Corvette Stingray | Henri Greder   |               | Rang 18 und Klassensieg |              |
| 1975 | Equipe Elf Switzerland | Alpine A441                 | Lella Lombardi |               | Ausfall                 | Elektrik     |
| 1976 | Porsche Kremer Racing  | Porsche 934                 | Bob Wollek     | Didier Pironi | Rang 19                 |              |

### Einzelergebnisse in der Sportwagen-Weltmeisterschaft
| Saison | Team                  | Rennwagen                  | 1   | 2   | 3   | 4   | 5   | 6   | 7   | 8   | 9   | 10  | 11  | 12  | 13  | 14  | 15  | 16  | 17  | 18  | 19  | 20  |
| ------ | --------------------- | -------------------------- | --- | --- | --- | --- | --- | --- | --- | --- | --- | --- | --- | --- | --- | --- | --- | --- | --- | --- | --- | --- |
| 1964   | PIF                   | Lancia Flavia              | DAY | SEB | TAR | MON | SPA | CON | NÜR | ROS | LEM | REI | FRE | CCE | RTT | SIM | NÜR | MON | TDF | BRI | BRI | PAR |
| 1964   | PIF                   | Lancia Flavia              |     |     |     |     |     |     |     |     |     |     |     |     |     | DNF |     |     |     |     |     |     |
| 1971   | Greder Racing         | Chevrolet Corvette         | BUA | DAY | SEB | BRH | MON | SPA | TAR | NÜR | LEM | ZEL | WAT |     |     |     |     |     |     |     |     |     |
| 1971   | Greder Racing         | Chevrolet Corvette         |     |     |     |     |     | DNF |     |     |     |     |     |     |     |     |     |     |     |     |     |     |
| 1972   | Conrero Greder Racing | Opel GT Chevrolet Corvette | BUA | DAY | SEB | BRH | MON | SPA | TAR | NÜR | LEM | ZEL | WAT |     |     |     |     |     |     |     |     |     |
| 1972   | Conrero Greder Racing | Opel GT Chevrolet Corvette |     |     |     |     |     |     | DNF |     | DNF |     |     |     |     |     |     |     |     |     |     |     |
| 1973   | Greder Racing         | Chevrolet Corvette         | DAY | VAL | DIJ | MON | SPA | TAR | NÜR | LEM | ZEL | WAT |     |     |     |     |     |     |     |     |     |     |
| 1973   | Greder Racing         | Chevrolet Corvette         |     |     |     |     | 12  |     |     |     |     |     |     |     |     |     |     |     |     |     |     |     |
| 1974   | Henri Greder          | Chevrolet Corvette         | MON | SPA | NÜR | IMO | LEM | ZEL | WAT | LEC | BRH | KYA |     |     |     |     |     |     |     |     |     |     |
| 1974   | Henri Greder          | Chevrolet Corvette         |     |     |     |     | 18  |     |     | 23  |     |     |     |     |     |     |     |     |     |     |     |     |
| 1975   | Equipe Switzerland    | Alpine A441                | DAY | MUG | DIJ | MON | SPA | PER | NÜR | ZEL | WAT |     |     |     |     |     |     |     |     |     |     |     |
| 1975   | Equipe Switzerland    | Alpine A441                |     | 6   | 13  | 4   |     |     |     | DNF |     |     |     |     |     |     |     |     |     |     |     |     |